# Рогачик туруноподібний
Рогачик туруноподібний (Platycerus caraboides) — вид жуків родини рогачів (Lucanidae).

## Поширення
Вид поширений в Європі, Північній Африці та Азії на схід до Китаю. Трапляється у фауні України. Жук віддає перевагу середнім і рівним місцям і зустрічається переважно в теплих листяних лісах, переважно змішаних букових лісах, а також на вирубках і сухих, порослих чагарником схилах до висоти 750 м.

## Опис
Жуки сягають від 9 до 13 мм завдовжки та мають плоске і кремезне тіло. Вони дуже схожі на рогачика синього (Platycerus caprea). Він дещо коротший й кремезніший, переднеспинка щільно й рівномірно пунктована, а горло біля краю переднеспинки не зникає на задніх кутах. Колір варіюється між металево-зеленим або синім. Вусики мають на кінці віяло з чотирьох члеників. У самців помітні сильно збільшені нижні щелепи. Також вони мають чорні ноги та низ, на відміну від самиць, у яких ці частини тіла забарвлені в іржаво-коричневий колір.

## Спосіб життя
Жуки поїдають листя і бруньки листяних дерев, злизують сік від пошкоджень дерев. Личинки розвиваються переважно в мертвій деревині різних листяних порід, особливо впошкодженій грибами. Їхній розвиток триває три роки, а заляльковування відбувається в деревині.